# Economia dei Paesi Bassi
L'economia dei Paesi Bassi è la sedicesima al mondo in termini di Pil nominale e la sesta in Europa.

## Crescita economica
I Paesi Bassi godono di un elevato livello di benessere, con un PIL pro-capite pari al 130% della media dell'Unione europea. Inoltre, sono decimi al mondo per Indice di sviluppo umano, con un valore di 0,931 su un massimo di 1 nel 2018.

## Struttura economica
Come in gran parte delle economie più sviluppate, il principale settore economico è quello dei servizi, che contribuisce per molto più della metà al PIL. In particolare sono importanti le imprese di trasporto e distribuzione, le banche e le assicurazioni.
Il settore agricolo contribuisce per circa il 4% al PIL, ed impiega il 4% della manodopera attiva. Grazie all'elevata meccanizzazione, l'agricoltura olandese fornisce grandi surplus che possono essere destinati all'industria alimentare ed esportati. I Paesi Bassi sono al terzo posto al mondo per valore delle loro esportazioni agricole.

## Economia

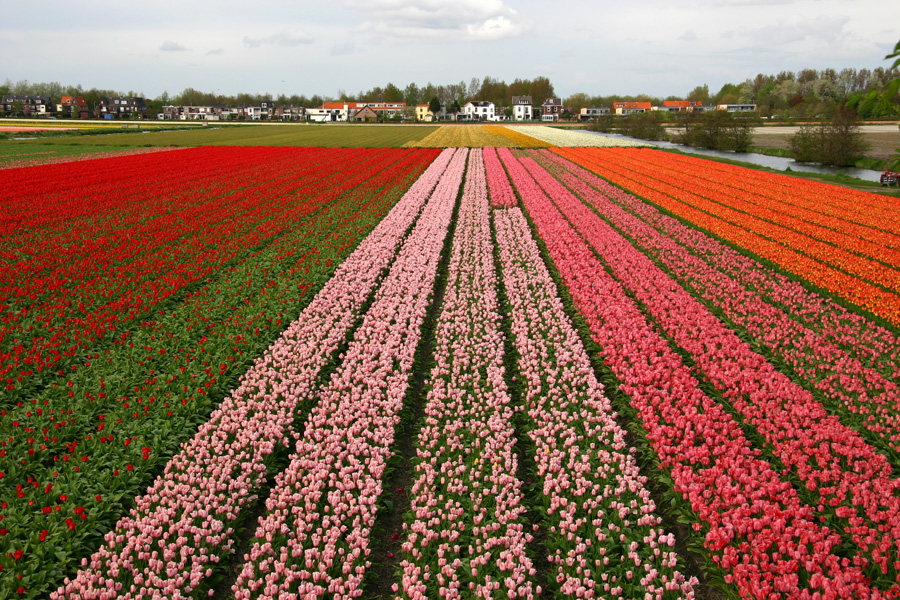
Coltivazioni di tulipani nell'Olanda Meridionale

### Agricoltura
Nonostante il piccolo territorio, i Paesi Bassi vantano un settore agricolo tra i più sviluppati al mondo con un altissimo livello di meccanizzazione.
Nonostante l'agricoltura venga praticata con i metodi d'avanguardia, essa non può produrre a sufficienza per il fabbisogno degli abitanti: i cereali, ad esempio, devono essere importati in grandi quantità dall'estero.
Il motivo dell'insufficiente produzione agricola è il fatto che i Paesi Bassi hanno un deficit di suolo agricolo pari a circa 30 milioni di ettari, ponendo al sesto posto tra i paesi nell'Unione Europea per deficit di suolo agricolo, dietro a Spagna, Francia, Italia, Regno Unito e Germania.
Ma grazie alla competitività del paese sui mercati mondiali dovuta ai prezzi relativamente bassi dei prodotti agricoli olandesi, i Paesi Bassi hanno saputo comunque raggiungere l'attivo della bilancia agricola. Questo per i tre seguenti motivi del successo dell'agricoltura olandese:
- innanzitutto i Paesi Bassi, essendo tra i membri fondatori dell'UE, hanno potuto beneficiare sin dall'inizio della PAC e di un mercato interno unificato. Questo è stato reso possibile con tanta tenacia.
- agendo sul sostegno della PAC, il governo olandese ha creato il cosiddetto "triangolo d'oro", consistente in formazione, ricerca e divulgazione agricola.
- un enorme programma di ristrutturazione del territorio, inoltre, promosso dal governo olandese, ha permesso di migliorare la struttura fondiaria e facilitare l'utilizzo di nuove tecnologie e macchinari.[5]

Nel biennio 2018-2019, le importazioni dei prodotti alimentari oscillavano tra 34 e 36 miliardi di euro, mentre le relative esportazioni oscillavano tra i 54 e i 58 miliardi di euro. Sempre in questo biennio, le importazioni dei prodotti dell'agricoltura, pesca e silvicoltura oscillavano tra i 23 e i 25 miliardi di euro, mentre le relative esportazioni oscillavano tra i 30 e i 32 miliardi di euro.
I Paesi Bassi sono il secondo paese al mondo per esportazione di prodotti alimentari dopo gli Stati Uniti, primeggiando nell'export di alcuni prodotti agricoli.
È il primo esportatore al mondo di fiori e bulbi con oltre il 60% dell'export mondiale; è il secondo esportatore al mondo di pomodori e peperoni, con i quali occupa la quota, rispettivamente del 23% e 17% del mercato mondiale. È il terzo esportatore al mondo di cetrioli.
I fiori sono un prodotto tradizionale del paese: il settore più noto è sicuramente quello di fiori da bulbo e principalmente tulipani che, a partire dal XVII secolo, sono diventati una sorta di simbolo nazionale. Tra gli altri fiori a bulbo sono molto diffusi il narciso e il giacinto.

### Ricerca
I Paesi Bassi hanno investito enormemente nel settore della ricerca. Con un sistema detto di "rolling", viene riconosciuto, ad un lavoratore straniero che “importa” conoscenza, un incentivo del 30% dello stipendio lordo annuo, senza tassazione alcuna, ed indicato come un rimborso delle spese di rilocazione: un beneficio concesso per 5 anni, riferibile a profili professionali difficilmente rintracciabili nel territorio olandese
.

## Commercio internazionale

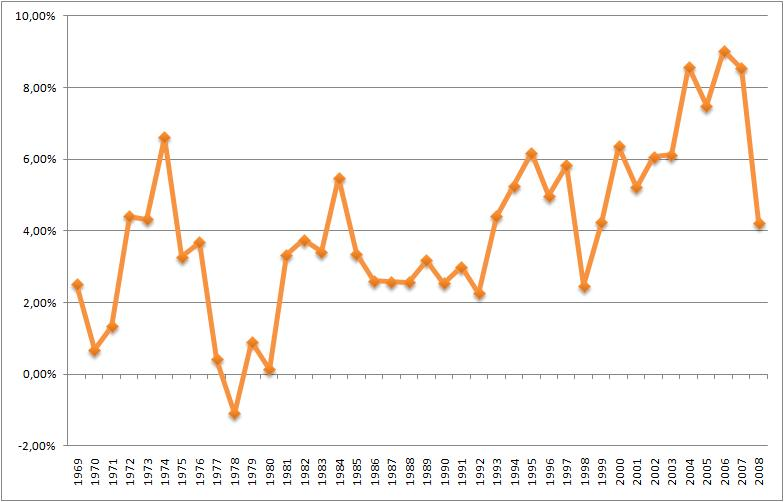
Saldo del conto corrente dei Paesi Bassi nel periodo 1969-2008.

Nel 2009 i Paesi Bassi hanno esportato beni per un valore di 499 miliardi di dollari, risultando i quinti esportatori al mondo, a fronte di importazioni per 446 miliardi (7º al mondo).
Sempre nel 2009 il surplus del conto corrente è stato pari a 42,7 miliardi di dollari, il sesto al mondo in valore assoluto: uno risultato notevole per un'economia relativamente piccola.
Tradizionalmente, come si può osservare nel grafico, il Paese ha sempre goduto di ampi surplus, che sono andati crescendo negli anni fino a raggiungere valori intorno al 9% del PIL negli anni immediatamente precedenti la crisi del 2009.
Le merci esportate sono prevalentemente macchinari, prodotti chimici, carburanti e prodotti alimentari. Le esportazioni si rivolgono prevalentemente all'Europa ed in particolare alla Germania (25,4%), al Belgio (13,7%), alla Francia (8,9%), al Regno Unito (8,8%) ed all'Italia (5,2%). Le importazioni, invece, riguardano soprattutto il settore della meccanica, dei mezzi di trasporto, della chimica, dell'alimentare e del tessile e provengono in gran parte da Germania (16,6%), Cina (10,1%), Belgio (8,7%), Stati Uniti (7,5%) e Regno Unito (5,8%).

## Forza lavoro
I Paesi Bassi dispongono di una forza lavoro di oltre 8 milioni e mezzo di persone, che corrispondono ad un tasso di occupazione estremamente alto (77% nel 2009), il più alto dell'Unione europea.
Il tasso di disoccupazione, invece, che nel 2005 era salito fino al 4,7%, ha da allora cominciato a scendere fino a toccare il 2,8% nel 2008. Tuttavia, nel 2009, con la crisi la disoccupazione è tornata al 3,4%. Il dato resta comunque largamente al di sotto della media europea.
Il settore che assorbe la maggior parte dei lavoratori è quello dei servizi (80%), contro il 18% dell'industria ed appena il 2% dell'agricoltura.

## Finanza pubblica
Nel 1998 i Paesi Bassi avevano un debito pubblico di oltre il 65% del PIL. Negli anni successivi, tuttavia, le politiche messe in atto avevano fatto scendere il rapporto debito/PIL al 45,5% del 2007. Con la crisi economica, tuttavia, il debito pubblico è tornato a salire rapidamente fino al 60,9% nel 2009, anno nel quale il rapporto deficit/PIL è risultato essere -5,3%, il dato peggiore da quando il Paese fa parte dell'Unione monetaria europea.
La spesa pubblica è stata in media, nel decennio, intorno al 45-46% del PIL, leggermente inferiore alla media europea.
La pressione fiscale è intorno al 35-39%, meno del 40% fatto registrare nella seconda metà degli anni novanta e meno della media degli altri Stati dell'Unione europea.

## Inflazione
I Paesi Bassi sono stati storicamente un Paese a bassa inflazione. Il secondo shock petrolifero (1979) spinse verso l'alto il tasso di inflazione, che toccò il 6,8% nel 1981, un valore inferiore a quello di gran parte degli altri Paesi europei. Anche il processo di disinflazione fu piuttosto rapido, tanto che nel 1987 i Paesi Bassi erano addirittura in deflazione (-1%). Dopo una nuova ripresa dell'inflazione nei primi anni novanta (+2,8% annuo in media), a partire dal 1995 la dinamica dei prezzi è sempre stata molto contenuta, oscillando tra l'1 ed il 2% circa, con l'eccezione del 2001.